# محمد شم ساراچویچ
محمد شم ساراچویچ (انگلیسی: Muhammed Cham؛ زادهٔ ۲۶ سپتامبر ۲۰۰۰) بازیکن فوتبال اهل اتریش است.
وی همچنین در تیم‌های ملی فوتبال زیر ۲۱ سال اتریش و اتریش بازی کرده‌است.